# Антигониш (графство)
Антигониш — графство в канадской провинции Новая Шотландия. Графство является переписным районом и административной единицей провинции.

## География
Графство расположено в самой северной части полуострова Новая Шотландия. На севере территория омывается водами пролива Нортамберленд, а на северо-западе — залива Сент-Джордж. Аннаполис граничит с графством Пикту на западе и Гайсборо — на востоке.
На территории графства расположены провинциальные парки Арисаиг (англ. Arisaig Provincial Park), Бэйфилд-Бич (англ. Bayfield Beach Provincial Park), Бивер-Маунтин (англ. Beaver Mountain Provincial Park), Помкет-Бич (англ. Pomquet Beach Provincial Park) и другие природные объекты.

## История
В 1784 году было образовано графство Сидни, границы которого были утверждены 16 декабря 1785 года. В 1822 году графству отошла часть городского поселения Сент-Мэрис, которое четыре года до этого располагалось в графствах Сидни и Галифакс. В 1836 году произошли очередные изменения границ, когда было выделено графство Гайсборо.
Название Антигониш графство получило в 1863 году. Предположительно название произошло от слова Nalegitkoonecht, которое на языке микмаков означает «там, где обрываются ветви» (англ. where branches are torn off), что связано с когда-то обитающими в этой местности медведями, которые ломали ветви бука, чтобы добраться до орехов.

## Население
Для нужд статистической службы Канады графство разделено на один город, две индейских резервации и две неорганизованных области.
| Название            | Оригинальное название | Статус                   | Площадь | Население |
| ------------------- | --------------------- | ------------------------ | ------- | --------- |
| Антигониш           | Antigonish            | Город                    | 5,15    | 4 236     |
| Помкет-энд-Афтон 23 | Pomquet And Afton 23  | Индейская резервация     | 2,16    | 361       |
| Саммерсайд 38       | Summerside 38         | Индейская резервация     | 0,51    | 0         |
| Округ A             | Antigonish, Subd. A   | Неорганизованная область | 927,79  | 7 730     |
| Округ B             | Antigonish, Subd. B   | Неорганизованная область | 522,21  | 6 509     |

## Экономика и туризм
По территории графства проходит участок транс-канадской автомагистрали — хайвей 104. Кроме того, в нём расположен ряд крупных автодорог, таких как магистрали 4, 7, 16 и коллекторы 245, 316, 337, 344.
В городе Антигониш расположен мемориалный парк памяти жителям графства, ставшим жертвами Второй мировой и корейской войн.